# Charles O’Brien de Clare
Charles O’Brien, genannt Comte de Thomond, Vicomte de Clare (* 17. März 1699; † 9. September 1761), war ein Marschall von Frankreich irischer Abstammung.

## Herkunft und Titulatur
Charles O’Brien entstammt einer alten irischen Familie, dem Clan O’Brien, die sich auf den irischen König Brian Boru († 1014) zurückführt. Er war der ältere von zwei Söhnen des Charles O’Brien († 1706) aus dessen Ehe mit Charlotte Bulkeley, einer Tochter des Hon. Henry Bulkeley und Schwägerin des Marschalls James Fitzjames, 1. Duke of Berwick. Sein Großvater väterlicherseits war Daniel O’Brien, 3. Viscount Clare († um 1691). Sein Vater und Großvater hatten im Krieg der zwei Könige (1689–1691) auf Seiten der Jakobiten gekämpft und waren nach der Niederlage im Rahmen der sogenannten „Flucht der Wild Geese“ ins Exil nach Frankreich entkommen. In Großbritannien wurden sie geächtet, ihre Ländereien von der Krone eingezogen und ihre Adelstitel aberkannt. Die in Großbritannien aberkannten Adelstitel wurde in Frankreich gleichwohl anerkannt, so dass sein Vater ab 1693 die Titulatur 5. Viscount Clare (französisch Vicomte de Clare) führte. Sein Vater hatte sich in den Dienst des französischen Königs gestellt und war am 23. Mai 1706 in der Schlacht bei Ramillies an der Spitze des von ihm gegründeten Régiment de Clare gefallen (siehe auch Brigade irlandaise). Ab dem Tod seines Vaters verwendete er als dessen Erbe die Titulatur 6. Viscount Clare.
Charles O’Brien war auch der nächste lebende Verwandte seines kinderlosen Cousins fünften Grades, Henry O’Brien, 8. Earl of Thomond, und damit grundsätzlich auch dessen Generalerbe. Als dieser 1741 starb, galt sein Anspruch auf dessen Titel nach britischem Recht jedoch aufgrund der Ächtung von 1691 als verwirkt. Aus jakobitischer Sicht war Charles O’Brien der legitime Erbe und wurde daher ab 1741 9. Earl of Thomond (französisch Comte de Thomond) genannt, später auch Maréchal de Thomond, er hat diese Titulatur aber selbst nie verwendet, im Gegensatz zum Viscount Clare. Der 8. Earl of Thomond hatte zu seinen Lebzeiten hinsichtlich seines umfangreichen Grundbesitzes in Irland angeboten, dass Charles O’Brien diese erben könne, unter der Voraussetzung, dass er zur Anglikanischen Kirche übertrete und den Dienst in Frankreich aufgebe. Als Charles O’Brien beide Bedingungen zurückwies, erbte 1741 der Neffe der Witwe des Earls, Percy Wyndham, dessen Vermögen und Ländereien.

## Militärische Karriere
Bereits am 1. Juli 1703, im Alter von vier Jahren, wurde Charles O’Brien zum Capitaine réformé im Infanterieregiment seines Vaters, ernannt, im Jahr darauf, am 24. Oktober 1704 zum Capitaine en second. Sein Regiment trug ab 11. Mai 1706 den Namen Régiment d’O‘Brien. Im Alter von 19 Jahren, am 14. Oktober 1718, wurde er zum Colonel réformé des gleichen Regiments befördert. 1719 diente er im Krieg der Quadrupelallianz (1718–1720) unter Marschall Berwick im Norden Spaniens bei den Belagerungen von Fontarabie, San Sebastián, Urgell und Roses. Am 3. August 1720 wurde er Oberst der jetzt als Régiment irlandaise de Clare bezeichneten Einheit.
Während des Polnischen Thronfolgekriegs kämpfte er bei der Belagerung von Kehl, das am 28. Oktober 1733 kapitulierte. Am 20. Februar 1734 wurde er zum Brigadier ernannt und wurde ab dem 1. April in der Rhein-Armee eingesetzt. Bei der Belagerung von Philippsburg (1734) wurde er von der Kugel, die seinen Onkel, den Marschall, am 13. Juni 1734 tötete, selbst an der Schulter verletzt.
Am 1. März 1738 wurde er zum Maréchal de camp befördert. Während des Österreichischen Erbfolgekriegs wurde er am 22. Mai 1741 zum Inspecteur-général de l’infanterie befördert, ab 20. Juli 1741 gehörte er der Böhmen-Armee an und wurde 1742 unter dem Oberkommando des Comte de Ségur mit der Verteidigung von Linz beauftragt. Am 1. Mai 1743 wechselte er unter das Kommando des Marschalls Noailles in die Rhein-Armee und kämpfte in der Schlacht bei Dettingen (27. Juni 1743).
Am 1. April 1744 wurde er der Flandern-Armee zugeteilt, die vom König und Marschall Noailles kommandiert wurde, am 22. Mai wurde er zum Lieutenant-général befördert. Er nahm an der Belagerung von Menen (Kapitulation am 4. Juni), Ypern (Kapitulation am 26. Juni) und Veurne (Kapitulation am 10. Juli) teil. Danach wurde er in der gleichen Armee dem Marschall von Sachsen unterstellt, während der König sich dem Elsass zuwandte. Ab dem 1. April 1745 gehörte er wieder zur Flandern-Armee, mit der er am 11. Mai 1745 in der Schlacht bei Fontenoy die irischen Brigaden kommandierte, wobei er durch zwei Gewehrschüsse in seinen Kürass ein zweites Mal verwundet wurde, ein drittes Mal dann wenige Tage später bei der Belagerung von Tournai. Auch an den weiteren Kampfhandlungen nahm er teil: an der Schlacht bei Roucourt (11. Oktober 1746), der Schlacht bei Lauffeldt (2. Juli 1747) und schließlich der Belagerung von Maastricht (1748). Am 2. Februar 1747 in den Orden vom Heiligen Geist aufgenommen.
Ludwig XV. machte ihn am 1. November 1756 zum Lieutenant-général in der Normandie unter Marschall de Belle-Isle und am 5. November zum Gouverneur von Neuf-Brisach. Am 24. Februar 1757 erhielt er nach 40 Jahren Militärdienst den Marschallstab, am 1. März wurde er zum Oberkommandierenden in Guyenne ernannt, am 1. November zum Kommandeur der französischen Truppen an der Mittelmeerküste sowie zum Oberkommandierenden im Languedoc.

## Ehe und Familie
Am 10. März 1755 heiratete er Marie-Geneviève-Louise Gaultier de Chiffreville, einzige Tochter von Louis-François Gautier, Marquis de Chiffreville, und Marie-Geneviève Le Tonnelier de Charmeaux. Ihre Kinder sind:
- Charles O’Brien (1757–1774), genannt Comte de Thomond, Vicomte de Clare;
- Antoinette Charlotte Marie Septimanie O’Brien (* 1. Februar 1759 in Montpellier) ⚭ 1756 Antoine-César de Choiseul-Praslin, Duc de Praslin (1756–1808).